# It Was A Dark And Stormy Night...
It Was A Dark And Stormy Night... – drugi album amerykańskiej grupy Creature Feature, grającej rock gotycki, wydany przez Villains & Vaudevillians Records.

## Lista utworów
Opracowano na podstawie materiału źródłowego.
1. „It Was A Dark and Stormy Night...” – 3:45
2. „Dr. Sawbones” – 3:32
3. „The House Of Myth” – 3:36
4. „Mommy’s Little Monsters” – 3:03
5. „The Unearthly Ones” – 2:45
6. „Grave Robber At Large” – 2:57
7. „A Fate Worse Than Death” – 3:24
8. „Fodder For The Elder Gods” – 2:51
9. „Bad Blood” – 3:25
10. „One Foot In The Grave” – 3:38